# Ciclismo ai Giochi della XXXIII Olimpiade - Corsa in linea maschile
La corsa in linea maschile dei Giochi della XXXIII Olimpiade si è svolta il 3 agosto 2024 su un percorso di 272,1 km con partenza e arrivo al Trocadéro a Parigi. Alla gara hanno preso parte 91 atleti e l'oro è stato conquistato dal belga Remco Evenepoel, mentre l'argento e il bronzo sono andati rispettivamente ai francesi Valentin Madouas e Christophe Laporte.

## Programma
Tutti gli orari sono UTC+1
| Data                  | Ora   | Turno  |
| --------------------- | ----- | ------ |
| Sabato, 3 agosto 2024 | 10:45 | Finale |

## Ordine d'arrivo
| Pos. | Ciclista               | Nazione                     | Tempo    |   |
| ---- | ---------------------- | --------------------------- | -------- | - |
|      | Remco Evenepoel        | Belgio                      | 6h19'34" |   |
|      | Valentin Madouas       | Francia                     | a 1'11"  |   |
|      | Christophe Laporte     | Francia                     | a 1'16"  |   |
| 4    | Attila Valter          | Ungheria                    | s.t.     |   |
| 5    | Toms Skujiņš           | Lettonia                    | s.t.     |   |
| 6    | Marco Haller           | Austria                     | s.t.     |   |
| 7    | Stefan Küng            | Svizzera                    | s.t.     |   |
| 8    | Jan Tratnik            | Slovenia                    | s.t.     |   |
| 9    | Matteo Jorgenson       | Stati Uniti                 | s.t.     |   |
| 10   | Ben Healy              | Irlanda                     | a 1'20"  |   |
| 11   | Julian Alaphilippe     | Francia                     | a 1'25"  |   |
| 12   | Mathieu van der Poel   | Paesi Bassi                 | a 1'49"  |   |
| 13   | Tom Pidcock            | Gran Bretagna               | a 1'50"  |   |
| 14   | Mathias Vacek          | Rep. Ceca                   | a 1'51"  |   |
| 15   | Michael Matthews       | Australia                   | a 2'13"  |   |
| 16   | Marc Hirschi           | Svizzera                    | s.t.     |   |
| 17   | Mattias Skjelmose      | Danimarca                   | s.t.     |   |
| 18   | Alex Aranburu          | Spagna                      | s.t.     |   |
| 19   | Santiago Buitrago      | Colombia                    | a 2'15"  |   |
| 20   | Mads Pedersen          | Danimarca                   | a 2'20"  |   |
| 21   | Jasper Stuyven         | Belgio                      | s.t.     |   |
| 22   | Juan Ayuso             | Spagna                      | s.t.     |   |
| 23   | Alberto Bettiol        | Italia                      | s.t      |   |
| 24   | Brandon McNulty        | Stati Uniti                 | s.t.     |   |
| 25   | Daniel Martínez        | Colombia                    | s.t.     |   |
| 26   | Felix Großschartner    | Austria                     | s.t      |   |
| 27   | Corbin Strong          | Nuova Zelanda               | s.t.     |   |
| 28   | Maximilian Schachmann  | Germania                    | s.t.     |   |
| 29   | Lukáš Kubiš            | Slovacchia                  | a 3'42"  |   |
| 30   | Madis Mihkels          | Estonia                     | s.t.     |   |
| 31   | Stephen Williams       | Gran Bretagna               | s.t.     |   |
| 32   | Simon Clarke           | Australia                   | s.t.     |   |
| 33   | Nelson Oliveira        | Portogallo                  | s.t.     |   |
| 34   | Kévin Vauquelin        | Francia                     | s.t.     |   |
| 35   | Oier Lazkano           | Spagna                      | s.t.     |   |
| 36   | Dylan van Baarle       | Paesi Bassi                 | s.t.     |   |
| 37   | Wout van Aert          | Belgio                      | s.t.     |   |
| 38   | Luka Mezgec            | Slovenia                    | a 7'23"  |   |
| 39   | Laurence Pithie        | Nuova Zelanda               | s.t.     |   |
| 40   | Alex Kirsch            | Lussemburgo                 | s.t.     |   |
| 41   | Michael Woods          | Canada                      | s.t.     |   |
| 42   | Magnus Sheffield       | Stati Uniti                 | s.t.     |   |
| 43   | Fred Wright            | Gran Bretagna               | s.t.     |   |
| 44   | Derek Gee              | Canada                      | s.t.     |   |
| 45   | Jhonatan Narváez       | Ecuador                     | s.t.     |   |
| 46   | Rui Costa              | Portogallo                  | s.t.     |   |
| 47   | Josh Tarling           | Gran Bretagna               | s.t.     |   |
| 48   | Tiesj Benoot           | Belgio                      | s.t.     |   |
| 49   | Biniam Girmay          | Eritrea                     | s.t.     |   |
| 50   | Luca Mozzato           | Italia                      | s.t.     |   |
| 51   | Ben O'Connor           | Australia                   | s.t.     |   |
| 52   | Aleksej Lucenko        | Kazakistan                  | s.t.     |   |
| 53   | Orluis Aular           | Venezuela                   | s.t.     |   |
| 54   | Eduardo Sepúlveda      | Argentina                   | a 8'57"  |   |
| 55   | Eric Fagúndez          | Uruguay                     | s.t.     |   |
| 56   | Yukiya Arashiro        | Giappone                    | s.t.     |   |
| 57   | Jambaljamts Sainbayar  | Mongolia                    | s.t.     |   |
| 58   | Jakob Söderqvist       | Svezia                      | a 14"22  |   |
| 59   | Michael Mørkøv         | Danimarca                   | a 16"57  |   |
| 60   | Ryan Mullen            | Irlanda                     | s.t.     |   |
| 61   | Stanisław Aniołkowski  | Polonia                     | s.t.     |   |
| 62   | Itamar Einhorn         | Israele                     | a 19'53" |   |
| 63   | Søren Wærenskjold      | Norvegia                    | s.t.     |   |
| 64   | Ognjen Ilić            | Serbia                      | s.t.     |   |
| 65   | Kim Eu-ro              | Corea del Sud               | s.t.     |   |
| 66   | Anatolij Budjak        | Ucraina                     | s.t.     |   |
| 67   | Franklin Archibold     | Panama                      | s.t.     |   |
| 68   | Lü Xianjing            | Cina                        | s.t.     |   |
| 69   | Ryan Gibbons           | Sudafrica                   | s.t.     |   |
| 70   | Nils Politt            | Germania                    | a 19'55" |   |
| 71   | Vinícius Rangel        | Brasile                     | a 19'57" |   |
| 72   | Daan Hoole             | Paesi Bassi                 | a 21'43" |   |
| 73   | Mikkel Bjerg           | Danimarca                   | s.t.     |   |
| 74   | Tobias Foss            | Norvegia                    | s.t.     |   |
| 75   | Georgios Bouglas       | Grecia                      | a 25'59" |   |
| 76   | Ali Labib              | Iran                        | a 26'59" |   |
| 77   | Charles Kagimu         | Uganda                      | a 31'15" |   |
| DNF  | Matej Mohorič          | Slovenia                    | -        | - |
| DNF  | Domen Novak            | Slovenia                    | -        | - |
| DNF  | Elia Viviani           | Italia                      | -        | - |
| DNF  | Gleb Syrica            | Atleti Individuali Neutrali | -        | - |
| DNF  | Evgenij Fëdorov        | Kazakistan                  | -        | - |
| DNF  | Achraf Ed Doghmy       | Marocco                     | -        | - |
| DNF  | Christopher Lagane     | Mauritius                   | -        | - |
| DNF  | Yacine Hamza           | Algeria                     | -        | - |
| DNF  | Nikita Tsvetkov        | Uzbekistan                  | -        | - |
| DNF  | Thanakhan Chaiyasombat | Thailandia                  | -        | - |
| DNF  | Burak Abay             | Turchia                     | -        | - |
| DNF  | Vincent Lau Wan Yau    | Hong Kong                   | -        | - |
| DNF  | Eric Manizabayo        | Ruanda                      | -        | - |